# Suite d'Alcuin
En mathématiques, la suite d'Alcuin, est la suite d'entiers qui à tout entier naturel {\displaystyle n} fait correspondre le nombre de solutions en nombres entiers naturels du système diophantien : {\displaystyle (1){\begin{cases}a+b+c=n\\a\leqslant b\leqslant c\leqslant a+b\end{cases}}}, ou du système équivalent : {\displaystyle (2){\begin{cases}a+b+c=n\\a\leqslant b\leqslant c\leqslant n/2\end{cases}}}.
Les 11 premiers termes en sont (suite A005044 de l'OEIS décalée de 3 crans ou suite A266755 de l'OEIS) :
| {\displaystyle n}     | 0 | 1 | 2 | 3 | 4 | 5 | 6 | 7 | 8 | 9 | 10 |
| --------------------- | - | - | - | - | - | - | - | - | - | - | -- |
| {\displaystyle a_{n}} | 1 | 0 | 1 | 1 | 2 | 1 | 3 | 2 | 4 | 3 | 5  |

Par exemple, l'unique solution du système pour {\displaystyle n=5} est {\displaystyle (1,2,2)}, 
et les {\displaystyle a_{10}=5} solutions pour  {\displaystyle n=10} sont {\displaystyle (0,5,5),(1,4,5),(2,3,5),(2,4,4),(3,3,4)}.
Notons que la forme (1) du système montre que {\displaystyle a_{n}} est, à isométrie près, le nombre de triangles (éventuellement aplatis ou à sommets confondus) à côtés entiers de périmètre égal à {\displaystyle n}.

## Origine de cette suite
Le problème 12 du livre intitulé Propositiones ad acuendos iuvenes (« Problèmes pour aiguiser les jeunes ») attribué au clerc et savant anglais Alcuin, qui a séjourné pendant plusieurs années à la cour de Charlemagne. Voici son énoncé :
Un père en mourant laisse en héritage à ses trois fils trente vases de verre, dont dix pleins d’huile, dix remplis d’huile à moitié et dix vides. Que celui qui le peut fasse le partage de sorte que chacun des fils ait une quantité égale de vases et d’huile !
En latin : XII. Propositio de quodam patrefamilias et tribus filius eius : Quidam paterfamilias moriens dimisit haereditatem tribus filiis suis, XXX ampullas uitreas, quarum decem fuerunt plenae oleo. Aliae decem dimidiae. Tertiae decem uacuae. Diuidat, qui potest, oleum et ampullas ut unicuique eorum de tribus filiis aequaliter obueniat tam de uitro, quam de oleo.
Dans le cas général, on a {\displaystyle 3n} récipients, dont {\displaystyle n} pleins, {\displaystyle n} emplis à moitié et {\displaystyle n} vides qu’on veut répartir équitablement (quant aux contenants et aux contenus) entre trois frères.
On peut montrer que chaque solution {\displaystyle (a,b,c)} du système ci-dessus conduit à une répartition des vases entre les 3 frères conforme à la demande  :
- au premier frère on donne {\displaystyle a} vases pleins,  {\displaystyle n-2a} vases à moitié pleins et {\displaystyle a} vases vides (il reçoit donc {\displaystyle n} vases et le contenu de {\displaystyle n/2} vases pleins).
- les deux distributions suivantes sont obtenues en changeant {\displaystyle a} en {\displaystyle b}, puis {\displaystyle b} en {\displaystyle c} ; les deux frères reçoivent également {\displaystyle n} vases et le contenu de {\displaystyle n/2} vases pleins.
On peut représenter une répartition par une matrice dont les lignes correspondent aux fils et les colonnes aux types de récipients (plein, empli à moitié, vide) : {\displaystyle {\begin{bmatrix}a&n-2a&a\\b&n-2b&b\\c&n-2c&c\end{bmatrix}}}, matrice dont les sommes des lignes et les sommes des colonnes sont égales à {\displaystyle n}.
Le nombre {\displaystyle a_{n}} compte donc le nombre de distributions possibles répondant au problème des 30 vases d'Alcuin généralisé à l'ordre {\displaystyle n}.
L'appellation « suite d'Alcuin »  a été donnée dans recueil de jeux mathématiques de D. Olivastro datant de 1993.

## Expression du terme général

### Formule directe
Pour {\displaystyle n} impair, {\displaystyle a_{n}} est l'entier le plus proche de {\displaystyle (n+3)^{2}/48} et pour {\displaystyle n} pair, l'entier le plus proche de {\displaystyle (n+6)^{2}/48}.

### Définition par récurrence triple
{\displaystyle a_{0}=a_{2}=1,a_{1}=0,a_{n}={\begin{cases}a_{n-3}+\left\lfloor n/4\right\rfloor +1&{\text{si }}n{\text{ est pair}}\\a_{n-3}&{\text{si }}n{\text{ est impair}}\end{cases}}}.

## Fonction génératrice
Le nombre {\displaystyle a_{n}} est le nombre de partitions de {\displaystyle n} dont les sommants sont égaux à 2, 3 ou 4 (voir  A266755).
On en déduit la fonction génératrice :
{\displaystyle \sum _{n\geqslant 0}a_{n}x^{n}={\frac {1}{(1-x^{2})(1-x^{3})(1-x^{4})}}=1+0x+x^{2}+x^{3}+2x^{4}+x^{5}+3x^{6}+\cdots }.

## Autres dénombrements conduisant à la suite d'Alcuin
Le nombre {\displaystyle a_{n}} est aussi le nombre de solutions du système diophantien {\displaystyle (3){\begin{cases}a+b+c=n+3\\1\leqslant a\leqslant b\leqslant c<a+b\end{cases}}}.
On obtient en effet les solutions de ce système en ajoutant 1 à chaque composante des solutions du système (1).
Le nombre {\displaystyle a_{n}} est donc le nombre de partitions (ou de compositions croissantes) en 3 sommants de l'entier {\displaystyle n+3} dont le plus grand sommant est strictement inférieur à la somme des deux autres.
Plus géométriquement, le nombre {\displaystyle a_{n}} est, à isométrie près, le nombre de véritables triangles (i.e. non aplatis) à côtés entiers de périmètre donné égal à {\displaystyle n+3}.
Le nombre {\displaystyle a_{n}} est enfin le nombre de solutions du système {\displaystyle (4){\begin{cases}a+b+c=n+6\\1\leqslant a<b<c\leqslant a+b\end{cases}}}.
On obtient en effet les solutions de ce système en ajoutant {\displaystyle (1,2,3)} aux solutions du système (1).
Le nombre {\displaystyle a_{n}} est donc, à isométrie près, le nombre de triangles, éventuellement aplatis, mais à côtés de longueurs distinctes à côtés entiers de périmètre donné égal à {\displaystyle n+6}.

## Suite similaire
Le nombre {\displaystyle b_{n}} de solutions du système diophantien {\displaystyle (5){\begin{cases}a+b+c=n\\1\leqslant a\leqslant b\leqslant c\leqslant a+b\end{cases}}} , qui équivaut à {\displaystyle (6){\begin{cases}a+b+c=n\\1\leqslant a\leqslant b\leqslant c\leqslant n/2\end{cases}}}, compte le nombre de partitions (ou de compositions croissantes) en 3 sommants de l'entier {\displaystyle n} dont les sommants sont inférieurs ou égaux à {\displaystyle n/2}, ou le nombre de triangles éventuellement aplatis, mais à sommets distincts, à côtés entiers de périmètre donné égal à {\displaystyle n} . Ce nombre est le terme général de la suite A325691 de l'OEIS :
| {\displaystyle n}     | 0 | 1 | 2 | 3 | 4 | 5 | 6 | 7 | 8 | 9 | 10 |
| --------------------- | - | - | - | - | - | - | - | - | - | - | -- |
| {\displaystyle b_{n}} | 0 | 0 | 0 | 1 | 1 | 1 | 2 | 2 | 3 | 3 | 4  |